# Нагорний Сергій Вікторович
Сергі́й Ві́кторович Наго́рний (*8 грудня 1956, Хмельницька область) — український веслувальник, байдарочник, олімпійський чемпіон. Почесний громадянин міста Хмельницького. Звання надано згідно з рішенням дев'ятої сесії Хмельницької міської ради № 5 від 10 серпня 2011 року. Заслужений майстер спорту СРСР. Кавалер ордена «Дружби народів». Заслужений працівник фізичної культури і спорту України.
Тренувався в Хмельницькому, в спортивному товаристві «Динамо». Золоту олімпійську медаль і звання олімпійського чемпіона здобув на монреальській Олімпіаді у складі байдарки-двійки Радянського Союзу в парі з Володимиром Романовським на дистанції 1000 метрів. На дистанції 500 метрів фінішував другим, здобувши срібну нагороду.

## Біографія
Сергій Нагорний народився 8 грудня 1956 року. Він здобув освіту в середній школі № 16. Навчався на механічному факультеті Хмельницького технологічного інституту побутового обслуговування — зараз це Хмельницький національний університет. Займатись веслуванням почав у 12 років у ДЮСШ № 2. Його першим тренером був Віталій Яремчук. Потім тренувався у Бориса Барміна. Тренувався у Хмельницькому спортивному товаристві «Динамо». Брав участь у двох Олімпійських Іграх. В 1976 році виступав в екіпажах байдарок двійок та четвірок. Нагорний виборов золоту та срібні олімпійські медалі. Спочатку на дистанції 500 метрів він з напарником посів 2 місце, а у виступі на дистанції 1000 метрів — золоту олімпійську нагороду. В 1975 році став чемпіоном Радянського Союзу серед юніорів на байдарці-одиночці.
У 1977, 1979 роках ставав чемпіоном і бронзовим призером чемпіонатів світу. У 1980-х роках він очолював хмельницький спорткомітет. Член виконкому Хмельницького обласного відділення НОК України. Згідно з рішенням дев'ятої сесії Хмельницької міської ради № 5 від 10 серпня 2011 року, Сергію Нагорному присвоєно звання «Почесного громадянина міста Хмельницького».